# Elsa Oehmigen
Elsa Oehmigen (* 1. August 1908 in Pinneberg als Elsa Voss; † Februar 1995) war eine deutsche Straßenmusikerin.
Bekannt wurde sie als „letzte Drehorgelspielerin in Schleswig-Holstein“, weshalb „viele Tageszeitungen sowie das Fernsehen [...] des Öfteren über diese Frau“ berichteten. Nach Ansicht eines Journalisten war die Flensburger Persönlichkeit (im Jahre 1978) „an der Förde genauso bekannt wie der Rum.“ Der Volksmund gab ihr den Namen Mudder Ömchen oder die „Leierkastenfrau“ (dänisch Lirekassedamen),  die in Flensburg als ein Original – im Sinne eines von der Gesellschaft abweichenden Sonderlings – galt.

## Leben
Als Tochter eines Steinhauers und Spielmanns zog es Elsa Voss schon früh mit ihren Eltern und ihren sieben Geschwistern mit einem Einspänner-Planwagen übers Land, wo die Familie von Einnahmen aus der Straßenmusik lebte. In Hamburg beendete sie ihr Nomadenleben und heiratete dort ihren Mann. Um den Lebensunterhalt für sich und die aus der Ehe hervorgegangenen zwei Kinder zu verdienen, begann sie mit der vom Vater geerbten Drehorgel durch die Straßen zu ziehen. 1947 zog es die Musikerin, die mit bürgerlichem Namen nun Elsa Oehmigen hieß, für kurze Zeit erstmals nach Flensburg. 15 Jahre später siedelte sie sich endgültig in Deutschlands nördlichster kreisfreier Stadt an. Mit dem auf Gewerbeschein betriebenen Drehorgelspiel besserte Mudder Ömchen ihre niedrige Rente auf. Wenn sie nicht in der Flensburger Innenstadt zu finden war, wanderte die Drehorgelspielerin etwa einmal im Monat durch die Außenviertel oder gab Gastspiele beispielsweise in Husum, in Kiel auf der Kieler Woche, in Niebüll oder in Westerland. Da die Walzen fest eingebaut waren, konnte als einzige Melodie nur La Paloma abgespielt werden. War sie in guter Form, ertönte auch ihre charismatische, raue Stimme über die Plätze, Straßen und Höfe des jeweiligen Ortes. Für ein anderes Lied, zu dem in einer Werkstatt neue Walzen hätten montiert werden müssen, reichten ihre finanziellen Mittel nicht aus. Zusätzlichen Verdienst zum Straßenleben brachten ihr Einladungen auf privaten Feiern wie beispielsweise Jubiläen, Hochzeiten oder Geburtstage ein.
1989 zwang Oehmigen eine Knie- und Hüftoperation zu einer längeren Auszeit. Währenddessen nutzte ein Bekannter die Zeit, um das Instrument unentgeltlich aufzuarbeiten. 1992 erkrankte sie abermals am Knie und war seither bis zu ihrem Ableben drei Jahre später auf Pflege angewiesen.